# Phare de Bois Blanc

Le phare de Bois Blanc (en anglais : Bois Blanc Light), est un phare du lac Huron situé sur l'île Bois Blanc près du détroit de Mackinac dans le Comté de Mackinac, Michigan. Désactivé en 1924, il a été remplacé par une balise moderne automatique.

## Historique
La structure originale, construite en 1829, était le deuxième phare construit sur le lac Huron. En raison de la montée des niveaux d'eau, le phare est devenu instable, et s'est finalement effondré le 9 décembre 1837. Le phare a été reconstruit à l'été 1839, plus à l'intérieur des terres. Finalement, cette structure s'est également délabrée et un nouveau phare a été construit en 1867.
Ce phare a été mis hors service en 1924 . Il a été  remplacé par une lampe à acétylène automatisée au sommet d'une tour à claire-voie en acier noir de 35 11 m de hauteur à l'est de l'ancienne lumière. L'ancienne propriété et les bâtiments ont été vendus le 24 août 1925 et, quelque temps après, la tour en acier a été remplacée par la tour cylindrique blanche D9 actuellement opérationnelle avec une optique acrylique de 200 mm à énergie solaire.

### Maintenant
Le phare de 1867 appartient maintenant aux familles Martin et Reinhart Jahn, qui se sont donné beaucoup de mal pour restaurer la structure historique, qui était gravement détériorée au moment de leur prise de possession. Les structures sur le site sont un ensemble remarquablement complet, et comprennent également l'ancienne station de sauvetage, une dépendance en brique, un hangar à huile en brique et un hangar à bateaux en ciment sur le côté sud de l'île.L'île est accessible de mai à novembre par ferry depuis Cheboygan.

## Description
Le phare actuel est une tourelle cylindrique blanche de 5 m de haut. Il émet, à une hauteur focale de 10 m, un éclat blanc par période de 2.5 secondes. Sa portée est de 6 milles nautiques (environ 11 km).
Identifiant  : ARLHS : USA-068 ; USCG :  7-12535 .

### Lien connexe
- Liste des phares au Michigan